# Patrick Brion
Pour les articles homonymes, voir Brion.
 (novembre 2023).
Si vous disposez d'ouvrages ou d'articles de référence ou si vous connaissez des sites web de qualité traitant du thème abordé ici, merci de compléter l'article en donnant les références utiles à sa vérifiabilité et en les liant à la section « Notes et références ».
Patrick Brion est un historien du cinéma et animateur de ciné-club français, né le 9 décembre 1941.
De mars 1976 à décembre 2024, il présente l'émission Cinéma de minuit : d'abord le dimanche soir sur France 3, à partir de janvier 2019 le lundi soir juste avant minuit sur France 5, à partir de janvier 2021 le samedi vers minuit toujours sur France 5 et enfin à partir de septembre 2021 dans la nuit du vendredi au samedi vers 1 h du matin à nouveau sur France 3. 
Il est le fils de l'écrivain Marcel Brion et de l'historienne de l'art Liliane Brion-Guerry.

## Biographie
Spécialiste de l'histoire du cinéma américain, il a étudié les grands réalisateurs américains et européens, de D. W. Griffith à John Huston, en passant par Alfred Hitchcock. Il est un des premiers critiques à déceler l'importance de Jacques Tourneur. 
Il a aussi réalisé plusieurs travaux sur des acteurs comme Greta Garbo ou Clint Eastwood. Une grande partie de ses recherches porte sur les genres cinématographiques (film noir, comédie musicale, cinéma fantastique, Western, etc.) et sur le dessin animé notamment Tex Avery auquel il consacre un ouvrage.  Il dirige et commente la collection « Western de Légende » chez l’éditeur de DVD « Sidonis Calysta ».
En 1976, il devient le présentateur du Cinéma de minuit, où, durant 48 ans et quelques 2000 films diffusés, il permet aux téléspectateurs et cinéphiles de voir ou revoir des grands classiques du 7e art, de tout genre et origines (du cinéma américain, italien, hexagonal et même japonais. Dans les années 1980-1990, grâce à la programmation de soirées thématiques, il aide, notamment à la [re]découverte du réalisateur de cartoons Tex Avery. Le 20 décembre 2024, il tire sa révérence en présentant un dernier film, César de Marcel Pagnol,. L'émission continue sans lui en 2025 avec Élodie Drouard chargée de la programmation.
Patrice Brion, a également été chargé de la programmation des films sur FR3 et a participé à la création de l'émission La Dernière Séance.
Patrick Brion est l'auteur de nombreux articles et filmographies (Cahiers du cinéma, L'Express, Télérama).
Il est membre du comité de direction des Dossiers du cinéma aux côtés de Jean-Louis Bory et Claude-Michel Cluny.

## Parcours
- 1966 : assistant de production de Cinéastes de notre temps à l'ORTF
- Responsable du secteur des séries puis de la sélection des films à l'ORTF
- 1971 : créateur et programmateur, avec Claude-Jean Philippe, du Ciné-Club de la seconde chaîne
- De 1975 à 2007 : responsable de la sélection des films sur France 3
- 1976 : créateur et animateur du Cinéma de minuit ; participe à la création et à la programmation de La Dernière Séance

## Publications
- Dossiers du cinéma (collectif : Bory ; Brion ; Cluny ; Bellour ; Villelaur), Casterman, 1971
  - Cinéastes 1
  - Films 1
- D. W. Griffith, 1982, 216 p.
- Tex Avery, Paris, Le Chêne, 1984  (ISBN 978-2-8510-8371-5)
- Vincente Minnelli, avec Dominique Rabourdin et Thierry de Navacelle, Paris, Hatier, 1985, 285 p.
- Richard Brooks, Paris, Le Chêne, 1986, 239 p.
- Garbo, Paris, Le Chêne, 1989.
- Tom and Jerry, , Paris, le Chêne, 1990  (ISBN 0-517-57351-2)
- Le Film noir, Paris, Nathan, 1991 ; rééd., Paris, La Martinière, 2004
- La Comédie musicale, Paris, La Martinière, 1993 ; rééd, 2000, 368 p.
- Le Cinéma fantastique, Paris, La Martinière, 1994 ; rééd., 2000, 362 p.
- Le Western, Paris, La Martinière, 1996, 361 p.
- Le Cinéma de guerre, Paris, La Martinière, 1996, 359 p.
- Les Films d'amour, Paris, La Martinière, 1997
- La Comédie américaine, Paris, La Martinière, 1998, 359 p.
- Les Dessins animés de la Metro Goldwyn Mayer, Paris, La Martinière, 1999, 359 p.
- Hitchcock, Paris, La Martinière, 2000
- Regards sur le cinéma américain 1932-1963, Paris, La Martinière, 2001  (ISBN 2-7324-2771-3)
- Albert Lewin. un esthète à Hollywood, Durante Éditeur, coll. « Bibliothèque du film », 2002  (ISBN 2-9509048-6-6)
- John Ford, Paris, La Martinière, 2002
- Clint Eastwood, Paris, La Martinière, 2002 ; rééd. 2010, 703 p.
- John Huston, Paris, La Martinière, 2003, 575 p.
- Martin Scorsese, Paris, La Martinière, 2004
- Joseph L. Mankiewicz, Paris, La Martinière, 2005, 622 p.
- Marlon Brando, Paris, La Martinière, 2006, 317 p.
- L'Héritage du film noir, Paris, La Martinière, 2008, 357 p.
- Elizabeth Taylor, Paris, Riveneuve Éditions, 2010  (ISBN 978-2-36013-009-2)
- Dean Martin (avec Georges Di Lallo), Paris, Riveneuve Éditions, 2011  (ISBN 978-2-36013-034-4)
- Billy Wilder, Paris, Éditions du CNRS, coll. « Art/Cine », 2012, 233 p.  (ISBN 2271071879)
- Les Secrets d'Hollywood, Paris, Vuibert, 2013, 288 p.
- Encyclopédie du western, Télémaque, 2015, 800 p.
- Encyclopédie du film noir
  - Vol. 1, USA : 1912-1960, Télémaque, 2018, 700 p.  (ISBN 9782753303546)
  - Vol. 2, USA : 1961-2018, Télémaque, 2019, 747 p.  (ISBN 9782753303645)
- Encyclopédie du film policier français, Télémaque, 2020
- Encyclopédie de la comédie musicale 1927-2021, Télémaque, 2021, 552 p.